# Petite rue des Feuillants
La Petite rue des Feuillants est une rue du quartier Saint-Clair des pentes de la Croix-Rousse dans le 1er arrondissement de Lyon, en France. C'est une rue en pente douce, en sens unique, qui relie le carrefour entre la rue du Griffon et le place du Griffon à la Grande rue des Feuillants et la place Tolozan. Elle évoque le couvent des Feuillants qu'elle longeait au sud.

## Odonymie
Comme la Grande rue des Feuillants, son nom est issu d'un ordre religieux dit des Feuillants, qui avait son monastère installé ici à partir de 1619 dit couvent des Feuillants. Ils furent chassés à la Révolution.

## Description
- La cour des Moirages est accessible depuis cette rue.

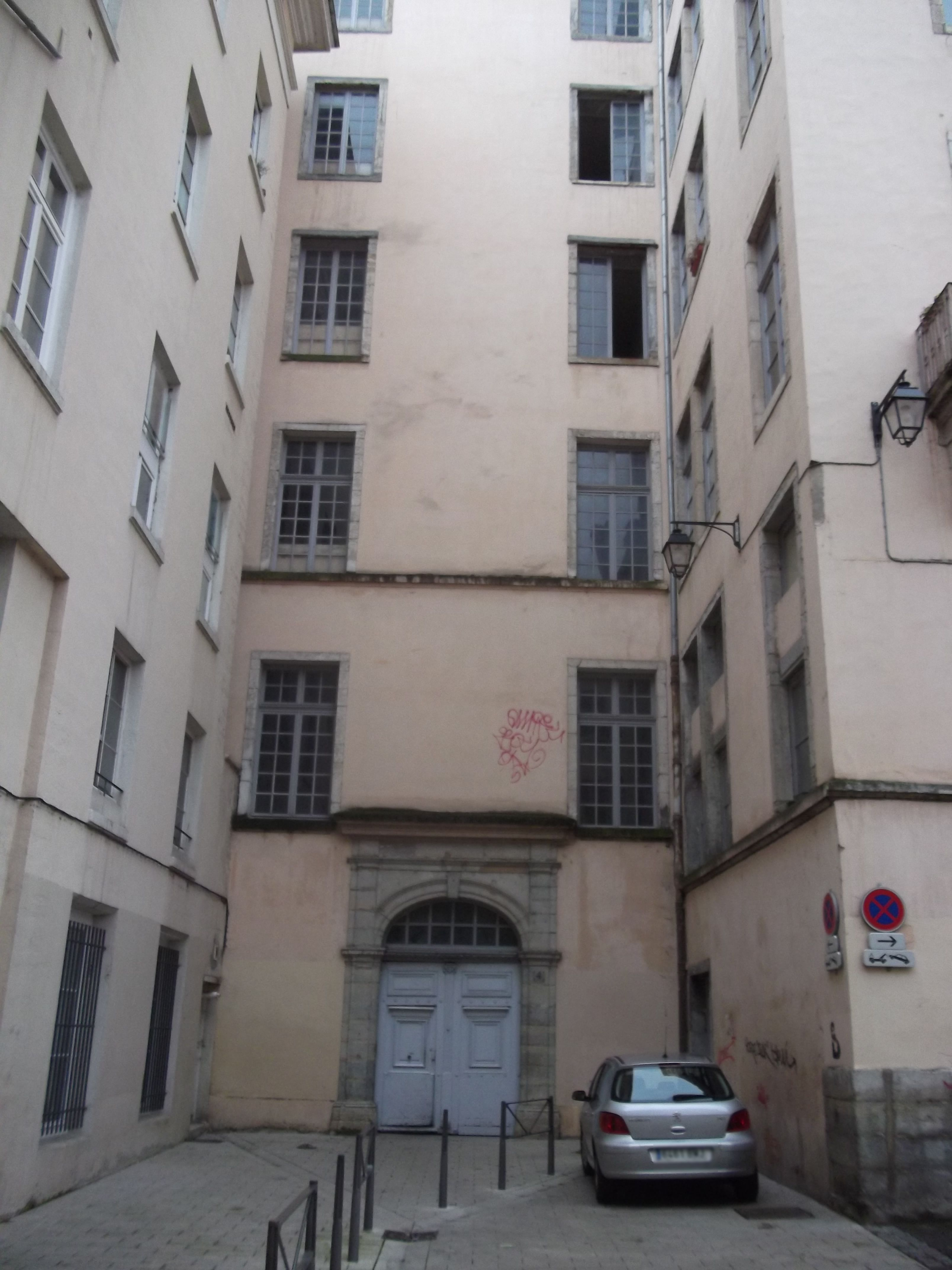
8, Grande rue des Feuillants.
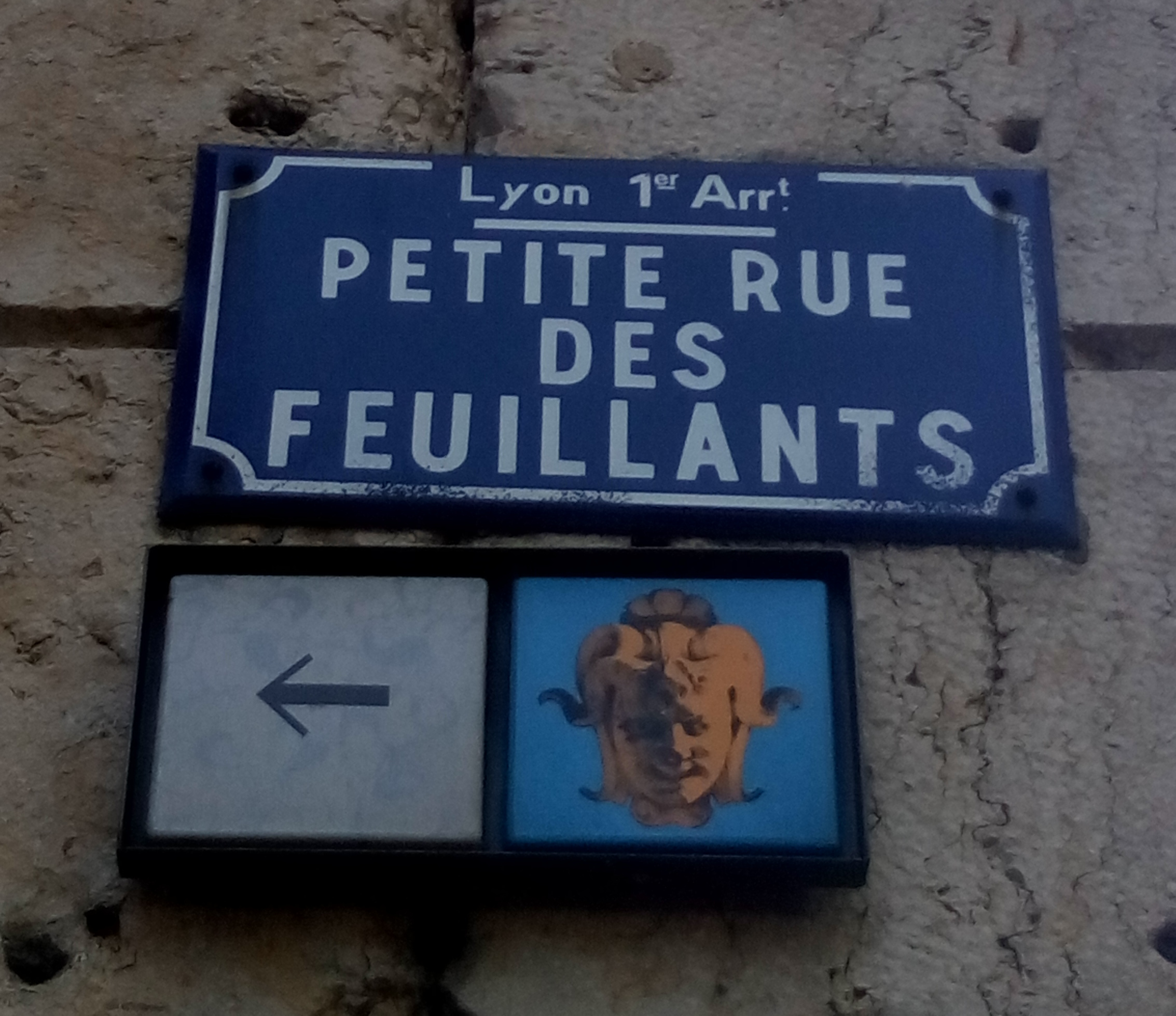
Plaque de rue.